# Меланохалеа оливковая
Меланохалеа оливковая (лат. Melanohalea olivacea) — вид листоватых лишайников семейства Пармелиевые.

## Описание
Слоевище листоватое, розетковидное или неправильно розетковидное, до 8–10 см в диаметре, плотно прилегающее к субстрату. Лопасти от тесно сомкнутых до слегка налегающих друг на друга своими краями, с едва заметными, мелкими псевдоцифеллами на концах. Верхняя поверхность слоевища от оливковой до коричневой, чаще блестящая, особенно по краям лопастей, ближе к центру морщинистая, иногда с сероватым или сизоватым налётом, без соредиев и изидиев, обыкновенно с апотециями; нижняя — тёмная, почти чёрная, на концах более светлая, коричневая, с рассеянными ризинами. Апотеции сидячие, с возврастом приподнятые, 3–6 мм в диаметре, развиваются в центре слоевища, всегда с сохраняющимся, иногда немного зазубренным краем и одного цвета со слоевищем, вогнутым обычно слегка блестящим диском. Гипотеций высотой 30–75 мкм. Споры по 8 в сумке, 12–15×7–9 мкм. Содержит протоцетраровую и фумарпротоцетраровую кислоты.

## Среда обитания и распространение
На коре лиственных пород, особенно ольхи, осины, берёзы, реже на коре хвойных и обработанной древесине, в хорошо освещённых местах.
Вид распространён в Северной Европе, Японии, центральной Канаде и северо-востоке Северной Америки, на Аляске. В России рассеяно по всей таёжной зоне, преимущественно в южной её части, также в горах.
В полярной области заменяется Parmelia septentrionalis, на юге — Parmelia glabra. Один из распространёнейших видов.

## Охранный статус
В России вид Melanohalea olivacea занесён в Красные книги Воронежской, Липецкой и Тамбовской областей.